# Animal Mechanicals
Az Animal Mechanicals egy kanadai animációs televíziós sorozat, amelyet Jeff Rosen készített. 2008-ben vetítették a CBC Television CBC Kids nevű blokkjában. Amerikában 2010. október 11-én mutatta be a The Hub.
2019-ben új változat készült a sorozatból webes rövidfilmek formájában.

## Szereplők
- Egér – Abigail Gordon
- Egyszarvú – Leah Ostry
- Rex – Jim Fowler
- Sasquatch – Ian MacDougall
- Komodói sárkány – Shannon Lynch
- Szigeti bagoly – Lenore Zann